# 6827 Wombat
6827 Wombat (1990 SN4) là một tiểu hành tinh vành đai chính được phát hiện ngày 27 tháng 9 năm 1990 bởi T. Urata ở Đài thiên văn Nihondaira.